# Pompiliodes obliqua
Pompiliodes obliqua là một loài bướm đêm thuộc phân họ Arctiinae, họ Erebidae.